# Кузьменко, Юрий Александрович
Юрий Александрович Кузьменко (укр. Юрій Олександрович Кузьменко; 25 мая 1949, Харьков — 12 июля 2024) — советский и российский киноактёр, кинорежиссёр, сценарист и продюсер.

## Биография
Родился 25 мая 1949 года в Харькове.
Окончил факультет иностранных языков Харьковского государственного университета в 1971 году и Государственный институт театральных искусств им. А. В. Луначарского в 1976 году.
В 1976—1981 годах работал в Театре-студии киноактёра на студии «Молдова-фильм». Снимался в кино на студиях «Молдова-фильм», «Одесская киностудия», «Мосфильм» и других.
В 1983 году окончил режиссёрский факультет ВГИКа  (мастерская Юрия Озерова). Работал на Одесской киностудии.
Особую известность приобрёл в качестве режиссёра первых двадцати серий фильма «Дальнобойщики».
Лауреат премии «Золотой орёл» в номинации «Лучший телесериал» за сериал «Дальнобойщики» (2002 год).
Умер 12 июля 2024 года.

## Фильмография

### Актёр[6]
- 1974 — Ваши права? — Лёша Корнеев (Корней)
- 1974 — Рейс первый, рейс последний — стажёр
- 1974 — Три дня в Москве — В. П. Руденко, доктор физико-математических наук, молодой отец
- 1976 — Дни хирурга Мишкина — молодой врач, племянник Свиридова
- 1977 — Корень жизни — Савва Выблов
- 1978 — Крепость — Бахметьев, лейтенант
- 1979 — И придёт день... — Коля
- 1979 — Осенняя история — Ваня Морозов, рабочий
- 1980 — Второе рождение — Виктор Шувалов, шофёр
- 1981 — Берегите женщин — Остапенко, комсомольский активист портофлота
- 1985 — Битва за Москву — танкист Коровкин
- 1986 — Удивительная находка или самые обыкновенные чудеса — звукорежиссёр
- 1988 — Одно воскресенье — сын
- 1989 — Сталинград — боец
- 1993 — Ангелы смерти — боец
- 1993 — Трагедия века — Коровкин, танкист
- 1994 — Анекдотиада, или История Одессы в анекдотах — директор музея
- 2001 — Дальнобойщики (18-я серия «Форс-мажор») — эксперт по форс-мажору
- 2002 — Приключения мага — частник с мясом
- 2009 — Артефакт — старик

### Режиссёр
- 1986 — Малявкин и компания
- 1987 — Лето на память
- 1990 — Шереметьево-2
- 1991 — Джокер
- 1993 — Дафнис и Хлоя
- 2000 — 2001 — Дальнобойщики
- 2002 — Приключения мага
- 2003 — Желанная
- 2003 — Кобра. Антитеррор
- 2006 — Охота на гения
- 2007 — Формула стихии
- 2008 — Ночь закрытых дверей
- 2008 — Полёт фантазии
- 2009 — Логово Змея
- 2010 — Гаражи
- 2010 — Пизанская башня
- 2011 — Люба. Любовь
- 2013 — Гром
- 2014 — Хорошие руки
- 2016 — Партия
- 2018 — Дипломат

### Сценарист
- 1991 — Джокер
- 1993 — Дафнис и Хлоя
- 2000 — 2001 — Дальнобойщики
- 2003 — Желанная
- 2006 — Охота на гения
- 2009 — Логово Змея
- 2011 — Дальнобойщики 3

### Продюсер
- 2011 — Дальнобойщики 3

### Озвучивание
- 1993 — Тайна королевы Анны, или Мушкетёры тридцать лет спустя — генерал Монк